# مصطفى مستودع
مصطفى مستودع هو لاعب كرة قدم مغربي من مواليد 28 سبتمبر 1968، شغل مركز لاعب وسط بنادي الرجاء البيضاوي وفاز مع الفريق بدوري أبطال أفريقيا 1997 ، كما شارك معه في بطولة كأس العالم للأندية 2000 حيث تمكن من تسجيل الهدف الثاني في المباراة التي جمعت الرجاء بنادي ريال مدريد الإسباني، وانتهت بهزيمة الرجاء ب 3/2.

## روابط خارجية
- مصطفى مستودع على موقع الاتحاد الدولي (مؤرشف)  (الإنجليزية)
- مصطفى مستودع على موقع قاعدة بيانات كرة القدم.إي يو (الإنجليزية)

- «مصطفى مستودع يسترجع أفضل ذكرياته» - البطولة